# Прейслер, Франтишек
Франтишек Прейслер-младший (чеш. František Preisler ml.; 23 октября 1973, Оломоуц — 30 июля 2007, остров Эльба) — чешский дирижёр и певец.
Окончил Академию музыки имени Яначека в Брно. С 1990 г. был репетитором, с 1991 г. дирижёром Брненской оперы. В 1993 г. вошёл в число лауреатов Международного конкурса артистов оперетты имени Франца Легара в Комарно (Словакия). В 1994 г. дирижировал чешской премьерой рок-оперы Jesus Christ Superstar. В 1995—2003 гг. работал в Национальном театре в Праге, одновременно в 1998—1999 гг. возглавлял Пльзеньский филармонический оркестр. В 2002—2005 гг. главный дирижёр Моравского филармонического оркестра. Работал также с чешскими эстрадными исполнителями — в частности, дирижировал камерным оркестром, аккомпанировавшим Карелу Готту.
Погиб на отдыхе, не пережив эпилептического припадка, произошедшего во время купания в море.